# Djupträsket (Jokkmokks socken, Lappland, 734357-168902)
Djupträsket är en sjö i Jokkmokks kommun i Lappland och ingår i Piteälvens huvudavrinningsområde. Sjön har en area på 0,218 kvadratkilometer och ligger 327,2 meter över havet. Djupträsket ligger i Piteälven Natura 2000-område.

## Delavrinningsområde
Djupträsket ingår i det delavrinningsområde (734549-169010) som SMHI kallar för Utloppet av Djupträsket. Medelhöjden är 405 meter över havet och ytan är 3,67 kvadratkilometer. Räknas de 4 avrinningsområdena uppströms in blir den ackumulerade arean 25,35 kvadratkilometer. Vattendraget som avvattnar avrinningsområdet har biflödesordning 4, vilket innebär att vattnet flödar genom totalt 4 vattendrag innan det når havet efter 128 kilometer. Avrinningsområdet består mestadels av skog (78 procent). Avrinningsområdet har 0,22 kvadratkilometer vattenytor vilket ger det en sjöprocent på 5,9 procent.